# Kouakou Kouadjokro
Kouakou Kouadjokro est une localité rurale au centre de la Côte d'Ivoire dans la région de Gbêke. La localité de Kouakou Kouadjokro est administrativement rattachée au département de Béoumi. 